# Chutes Terraced
Les chutes Terraced (en anglais : Terraced Falls) sont une chute d'eau située sur la rivière Fall (en) dans le parc national de Yellowstone aux États-Unis. Avec une hauteur de 40 mètres, il s'agit de la plus haute chute d'eau de cette rivière.
Les chutes Terraced ont probablement été nommées par les enquêtes géologiques d'Arnold Hague en 1885-1886, en référence aux différents plateaux qui la composent qui rappellent des terrasses. Elles ont failli être renommées « chutes Totem » (Totem Falls) dans les années 1920, mais l'USBGN a gardé le nom d'origine. Les chutes sont facilement accessibles par un court sentier depuis Ashton-Flagg Ranch Road qui longe la frontière sud du parc national de Yellowstone.